# Lonsdale London
Lonsdale – brytyjska marka odzieży i akcesoriów sportowych.

## Historia
Nazwa firmy Lonsdale pochodzi od nazwiska Lorda Lonsdale'a, który w 1909 organizował mecze bokserskie. Lord Lonsdale był przewodniczącym Narodowego Klubu Sportowego Wielkiej Brytanii. Każdy pięściarz, który został mistrzem i obronił swój tytuł trzy razy, otrzymywał pas Lonsdale'a. Bernard Hart, były pięściarz, odwiedził Lorda w latach 60. XX wieku i zapytał o pozwolenie na użycie jego nazwiska na ubraniach dla bokserów.
Firma została założona w Londynie w 1960 roku. Zanim firma rozpoczęła produkcję ubrań sportowych, początkowo produkowany był tylko sprzęt bokserski. 
W 1979 Paul Weller z zespołu The Jam kupił koszulki Lonsdale'a i tym samym dał marce rozgłos, co poskutkowało tym, że nie tylko sportowcy zaczęli nosić te ubrania. W latach 80. i 90. XX wieku ubrania Lonsdale szczególnie przypadły do gustu skinheadom, kulturze punk i modsom. Produkty Lonsdale'a były noszone przez wielu słynnych pięściarzy, m.in. takich jak: Mike Tyson, Henry Cooper, Muhammad Ali, Lennox Lewis.
Pojęcie Lonsdale youth (ang. Młodzież Lonsdale) stało się w Holandii szeroko używanym synonimem dla młodzieży związanej ze sceną neonazistowską. Powodem tego są występujące w nazwie marki litery NSDA będące podzbiorem akronimu NSDAP. Młodzież sympatyzująca z ruchami neonazistowskimi nosi czasem na ubraniach Lonsdale kurtki bądź koszule, tak aby widoczne były tylko litery NSDA. Sama firma Lonsdale odcina się od tego typu zachowań, od 2003 roku prowadząc kampanię mającą na celu zerwanie z takim wizerunkiem -wprowadzając hasło Lonsdale loves all colours (z ang. Lonsdale kocha wszystkie kolory).